# Димитър Воденичаров (футболист)
Вижте пояснителната страница за други личности с името Димитър Воденичаров.
Димитър Петров Воденичаров (роден 26 декември 1987 в Благоевград) е български футболист. Играл е за Славия (София), Спартак (Варна) и Пирин (Благоевград).

## Статистика по сезони
| Сезон    | Отбор        | Първенство       | Мачове | Голове |
| -------- | ------------ | ---------------- | ------ | ------ |
| 2004/05  | Славия (Сф)  | А футболна група | 3      | 0      |
| 2005/06  | Славия (Сф)  | А футболна група | 2      | 0      |
| 2006/07  | Славия (Сф)  | А футболна група | 6      | 1      |
| 2007/ес. | Славия (Сф)  | А футболна група | 7      | 1      |
| 2008/пр. | Спартак (Вн) | А футболна група | 14     | 1      |
| 2008/09  | Спартак (Вн) | А футболна група | 9      | 0      |
| 2009/ес. | Спартак (Вн) | Б футболна група | 11     | 3      |
| 2010/пр. | Пирин (Бл)   | А футболна група | 6      | 0      |
| 2010/11  | Пирин (Бл)   | А футболна група | 23     | 2      |